# Цоппе-ді-Кадоре
Цоппе-ді-Кадоре (італ. Zoppè di Cadore, вен. Zopé de Cador) — муніципалітет в Італії, у регіоні Венето,  провінція Беллуно.
Цоппе-ді-Кадоре розташоване на відстані близько 500 км на північ від Рима, 110 км на північ від Венеції, 28 км на північ від Беллуно.
Населення — 226 осіб (2014).
Щорічний фестиваль відбувається 26 липня. Покровитель — Sant'Anna.

## Демографія
Населення за роками:

Станом на 1 січня 2023 року в муніципалітеті офіційно проживало 8 іноземців з 5 країн, серед них 4 громадяни країн Євросоюзу.

## Сусідні муніципалітети
- Валь-ді-Цольдо
- Водо-ді-Кадоре